# Encyrtus
Encyrtus is een geslacht van vliesvleugeligen uit de familie Encyrtidae. De wetenschappelijke naam van dit geslacht is voor het eerst geldig gepubliceerd in 1809 door Latreille.

## Soorten
Het geslacht Encyrtus omvat de volgende soorten:
- Encyrtus adustipennis Motschulsky, 1863
- Encyrtus aeneus De Stefani, 1886
- Encyrtus alas Noyes, 2010
- Encyrtus albidus Hayat, 1970
- Encyrtus albitarsis Zetterstedt, 1838
- Encyrtus anticus Förster, 1861
- Encyrtus antistius Walker, 1851
- Encyrtus aquilus Prinsloo, 1982
- Encyrtus aster Noyes, 2010
- Encyrtus aurantii (Geoffroy, 1785)
- Encyrtus axalis Noyes, 2010
- Encyrtus baezi (Brèthes, 1921)
- Encyrtus barbiger Prinsloo, 1991
- Encyrtus bedfordi Annecke, 1963
- Encyrtus bicolor De Stefani, 1886
- Encyrtus cancinoi Trjapitzin & Myartseva, 2004
- Encyrtus chaerilus Walker, 1837
- Encyrtus changjiensis Xu, 2000
- Encyrtus clavicornis Statz, 1938
- Encyrtus conformis Howard, 1897
- Encyrtus corvinus Motschulsky, 1863
- Encyrtus cotterelli Waterston, 1922
- Encyrtus dasucurtoma De Stefani, 1898
- Encyrtus decorus Prinsloo & Annecke, 1978
- Encyrtus dia Noyes, 2010
- Encyrtus dubius Fonscolombe, 1840
- Encyrtus familiaris Förster, 1861
- Encyrtus flavipes Nees, 1834
- Encyrtus foersteri Mayr, 1876
- Encyrtus fuliginosus Compere, 1940
- Encyrtus fuscosus Singh & Agarwal, 1993
- Encyrtus fuscus (Howard, 1881)
- Encyrtus gemmarum Förster, 1861
- Encyrtus gerardi Noyes, 2010
- Encyrtus haywardi De Santis, 1964
- Encyrtus hesperus Prinsloo, 1991
- Encyrtus homopteryx Fidalgo, 1983
- Encyrtus imitator Prinsloo, 1991
- Encyrtus infelix (Embleton, 1902)
- Encyrtus infidus (Rossi, 1790)
- Encyrtus ingae Sugonjaev, 1998
- Encyrtus intolus Noyes, 2010
- Encyrtus jaipurensis Khan & Agnihotri, 2005
- Encyrtus kerzhneri Trjapitzin & Sitdikov, 1993
- Encyrtus littoralis (Blanchard, 1940)
- Encyrtus longipes Walker, 1874
- Encyrtus lucomo Noyes, 2010
- Encyrtus ludmilae Sugonjaev, 1999
- Encyrtus mactator Förster, 1861
- Encyrtus manditricolor Tan & Zhao, 1996
- Encyrtus marilandicus (Girault, 1917)
- Encyrtus melas Prinsloo, 1982
- Encyrtus meon Walker, 1838
- Encyrtus merceti Özdikmen, 2011
- Encyrtus metharma Walker, 1846
- Encyrtus mexicanus (Girault, 1917)
- Encyrtus mucronatus Ratzeburg, 1848
- Encyrtus noyesi Sudhir Singh, 1997
- Encyrtus nubeculosus Förster, 1861
- Encyrtus palpator Prinsloo, 1991
- Encyrtus philiscus Walker, 1851
- Encyrtus praeceps Noyes, 2010
- Encyrtus proculus Walker, 1846
- Encyrtus produs Noyes, 2010
- Encyrtus pyttalus Walker, 1844
- Encyrtus quadricolor Howard, 1894
- Encyrtus ravenna Noyes, 2010
- Encyrtus sacchari Annecke, 1963
- Encyrtus sagillus Walker, 1838
- Encyrtus saissetiae (Yasumatsu & Yoshimura, 1945)
- Encyrtus saliens Prinsloo & Annecke, 1978
- Encyrtus sasakii Ishii, 1928
- Encyrtus sericophilus Conte, 1912
- Encyrtus signifer Prinsloo, 1991
- Encyrtus sispara Noyes, 2010
- Encyrtus sithonus Noyes, 2010
- Encyrtus sobrinus Masi, 1919
- Encyrtus solidus Howard, 1896
- Encyrtus stenophrys Förster, 1861
- Encyrtus strymas Noyes, 2010
- Encyrtus sugonjaevi Simutnik, 2010
- Encyrtus swederi Dalman, 1820
- Encyrtus teuteus Walker, 1837
- Encyrtus trjapitzini Myartseva & Sugonjaev, 1977
- Encyrtus tylissos Walker, 1848
- Encyrtus vianai De Santis, 1964
- Encyrtus zebinia Walker, 1839